# John Renwick (hokej na travi)
John Philip Renwick mlađi (13. svibnja 1921.) je bivši američki hokejaš na travi. Igrao je na mjestu braniča.
Sudjelovao je na hokejaškom turniru na OI 1948. u Londonu, igrajući za reprezentaciju SAD-a. SAD su izgubile sve 3 utakmice u prvom krugu, u skupini "B". Zauzele su od 5. – 13. mjesta. Renwick je odigrao tri susreta. 
Igrao je za Rye Field Hockey Club.

## Vanjske poveznice
- Profil na Sports-Reference.com  Arhivirana inačica izvorne stranice od 16. siječnja 2009. (Wayback Machine)